# Pterolophia subfasciata
Pterolophia subfasciata là một loài bọ cánh cứng trong họ Cerambycidae.